# Лејла (песма групе Хари Мата Хари)
"Лејла" је песма Босне и Херцеговине на Песму Евровизије 2006. коју је на матерњем језику ове земље извео Хари Мата Хари. Компоновао га је вицешампион Песме Евровизије 2004. Жељко Јоксимовић из Србије, а текст су написали Фахрудин Пецикоза и Дејан Ивановић. Песма је интерно одабрана да представља Босну и Херцеговину након што ју је одабрао БХТ 1, босанскохерцеговачки емитер за такмичење.

## Песма Евровизије

### Избор
Емитер је 9. фебруара 2006. године објавио да је интерно изабрао Харија Варешановића да представља Босну и Херцеговину у Атини. Песма која ће бити изведена на такмичењу, "Лејла", такође је интерно одабрана и представљена је током емисије под називом БХ Еуросонг 2006 5. марта 2006. године. Емисија је емитована на БХТ 1, БХТ САТ као и путем веб странице емитера.

### На Евровизији
Песма је први пут изведена у полуфиналу, пошто Босна и Херцеговина није завршила међу првих десет претходне године. Песма је добила 267 поена, заузео друго место у пољу од 23 и пласирала се у финале. Песма је касније добила и награду новинара за најбољу композицију Песме Евровизије 2006.
У финалу је изведена тринаеста. На крају гласања добила је 229 бодова, што је треће место од 24, што значи да ће Босна и Херцеговина имати аутоматски коначни пласман у свом сљедећем такмичењу. Постао је највиши ранг Босне и Херцеговине на Евровизији, надмашивши седмо место Дина Мерлина 1999 године.

Наступ је представио цео бенд у белим оделима и, када је последњи део почео, спојили су руке и кренули ка предњем делу бине.
| Score | Country                                                                                                   |
| ----- | --- |
| 12    | - Хрватска - Финска - Монако - Норвешка - Румунија - Србија и Црна Гора - Словенија - Швајцарска - Турска |
| 10    | - Албанија - Бугарска - Немачка - Северна Македонија - Шведска                                            |
| 8     | - Данска - Молдавија - Холандија - Украјина                                                               |
| 7     | - Исланд - Русија                                                                                         |
| 6     | - Белгија - Француска - Грчка - Ирска - Португалија                                                       |
| 5     | - Јерменија - Кипар - Пољска                                                                              |
| 4     | Уједињено Краљевство                                                                                      |
| 3     | - Белорусија - Литванија                                                                                  |
| 2     | - Летонија - Малта                                                                                        |
| 1     | - Андора - Естонија - Израел - Шпанија                                                                    |

| Score | Country |
| ----- | --- |
| 12    | - Албанија - Хрватска - Северна Македонија - Монако - Србија и Црна Гора - Словенија - Швајцарска - Турска |
| 10    | - Финска - Шведска - Украјина                                                                              |
| 8     | - Данска - Холандија - Норвешка                                                                            |
| 7     | - Бугарска - Немачка - Румунија                                                                            |
| 6     | - Белгија - Француска - Грчка - Русија                                                                     |
| 5     | - Јерменија - Молдавија                                                                                    |
| 4     | - Белорусија - Литванија - Пољска                                                                          |
| 3     | Исланд |
| 2     | - Кипар - Ирска - Израел - Португалија                                                                     |
| 1     | Шпанија |

## Топ листе
| Листра                | Место |
| --------------------- | ----- |
| Хрватска Топ 20 листа | 1     |